# Hudson (Wyoming)
Pour les articles homonymes, voir Hudson.
Hudson est une municipalité américaine située dans le comté de Fremont au Wyoming.
Lors du recensement de 2010, sa population est de 458 habitants. La municipalité s'étend sur 0,43 milles carrés (1,11 km2).